# ورین تساقکاوان
ورین تساقکاوان (به ارمنی: Վերին Ծաղկավան) یک روستا در ارمنستان است که در استان تاووش واقع شده‌است.  در  کیلومتری شمال ایجوان، مرکز استان تاووش واقع شده است.

## خصوصیات
ورین تساقکاوان ۹۹۶ نفر جمعیت دارد و در ارتفاع  متر بالاتر از سطح دریا قرار گرفته است.